# Остров (Самборский район)
Остров (укр. Острів) — село в Рудковской городской общине Самборского района Львовской области Украины.
Население по переписи 2001 года составляло 710 человек. Занимает площадь 7,02 км². Почтовый индекс — 81435. Телефонный код — 3236.